# Sinagoga Central de Milán
La Sinagoga Central de Milán "Hechal David u-Mordechai", construida en 1892, reconstruida en 1947 y restaurada en 1997, es el principal lugar de culto de la comunidad judía de Milán. Desde 1993 ha tomado el nombre de Templo Central Hechal David u-Mordejai. Se encuentra en via Guastalla 19.

## Historia

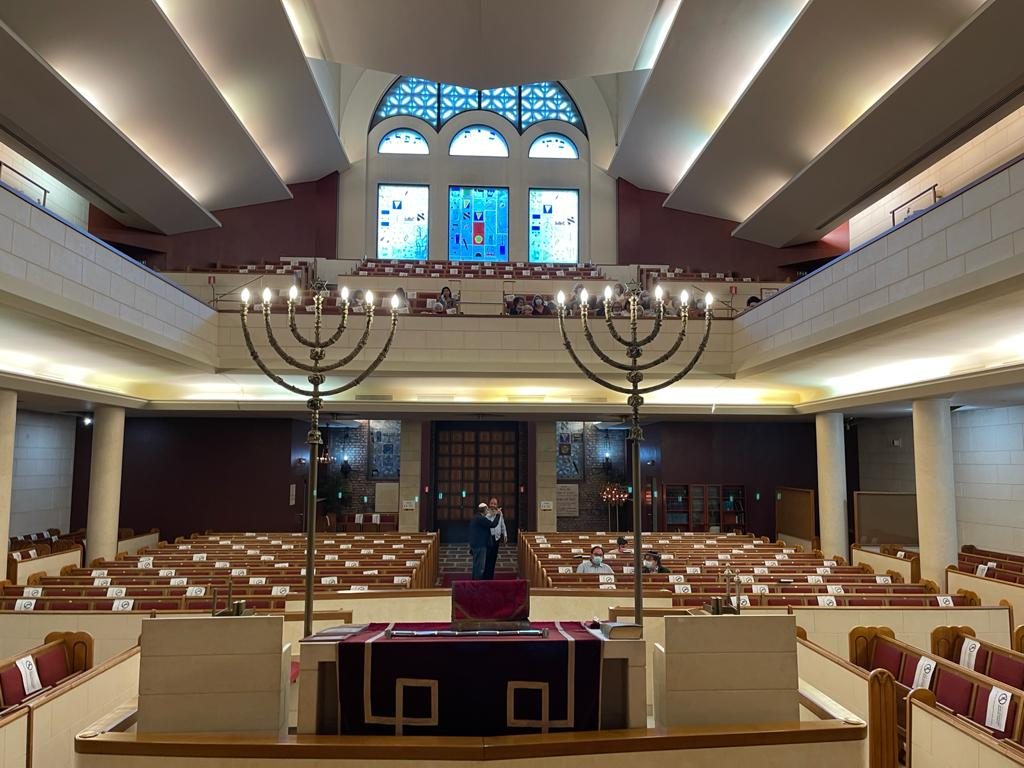
Interior de la sinagoga

El vertiginoso desarrollo demográfico de la comunidad judía de Milán en el siglo XIX impulsó la construcción de una gran sinagoga en lugar del pequeño oratorio en via Stampa 4, donde hasta entonces había tenido lugar el culto. Se eligió como ubicación uno de los nuevos distritos elegantes de la ciudad. El proyecto fue confiado al arquitecto Luca Beltrami, conocido en Milán por obras como la rehabilitación de la Piazza della Scala y la restauración del Castillo Sforzesco, al que se unió el ingeniero Luigi Tenenti. El nuevo Estado italiano también contribuyó a la construcción con un préstamo a tasas subvencionadas. La inauguración, de la que la prensa local dio amplia cobertura, tuvo lugar el 28 de septiembre de 1892 con gran multitud, en presencia de las principales autoridades de la ciudad.

## El edificio

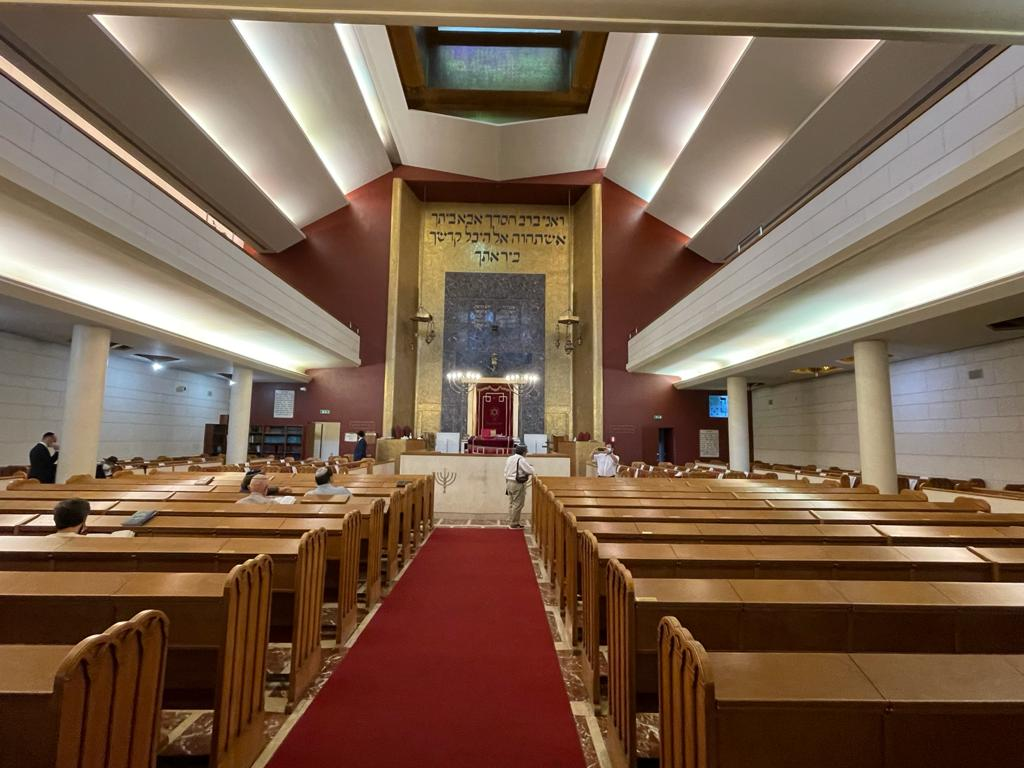
Entrada a la sinagoga

Beltrami diseñó una sinagoga de planta basilical con tres naves, según un esquema en boga en la época de la emancipación. La alta fachada monumental, adornada con mosaicos azules y dorados, está ligeramente empotrada y separada de la carretera por un largo portón. En consecuencia, se divide en tres secciones simétricas. Las dos alas laterales inferiores tienen ventanas arqueadas decoradas. En el centro se encuentra el gran portal flanqueado por semicolumnas y coronado por un gran arco que incluye las tres ventanas en el piso superior y termina en la parte superior con la imagen tallada de las Tablas de la ley.
En agosto de 1943, durante un bombardeo, el techo de la sinagoga fue alcanzado por piezas incendiarias que provocaron la destrucción casi total del edificio, del que solo se salvó la fachada.
Los arquitectos Manfredo D'Urbino y Eugenio Gentili Tedeschi, a cargo de la reconstrucción, conectaron la fachada superviviente de Beltrami a un edificio prismático, coronado por una cúpula. Se abrieron veinticuatro ventanas, altas y estrechas en las paredes, para iluminar el salón. El edificio se mueve por los tres niveles diferentes que se dan en el interior; el piso ligeramente elevado de la sala de oración, dominado por el matroneo elevado, y desde el cual se desciende al sótano donde hay un moderno auditorio, nombrado y dedicado a la memoria de Giancarlo Jarach, y un pequeño oratorio, cuyos muebles provienen de la antigua sinagoga de Sermide).

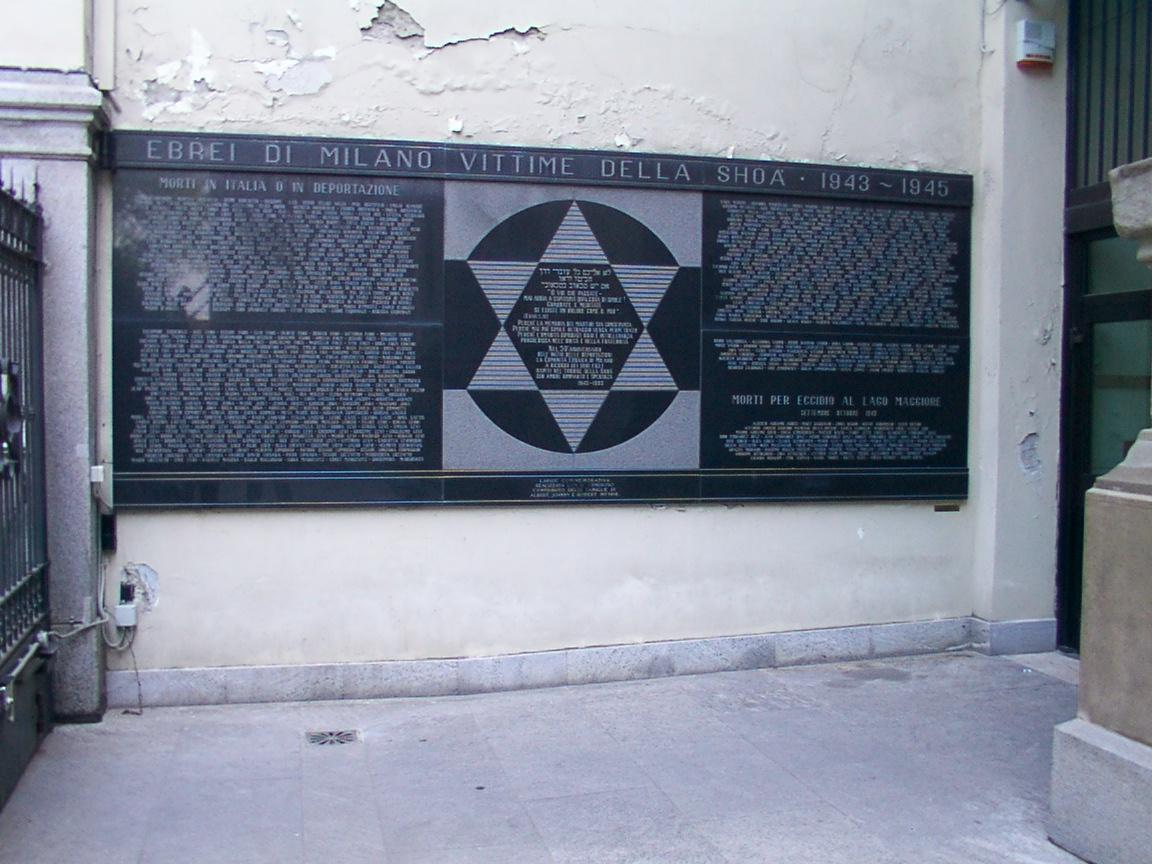
Mural en memoria de los judíos de Milán víctimas de la Shoah. Se encuentra junto a la fachada de la Sinagoga Central de Milán.

En las salas de las oficinas rabínicas adyacentes a la sinagoga central, se colocó otro pequeño oratorio, la Schola Carlo y Gianna Shapira, cuyo mobiliario proviene de la antigua sinagoga de Fiorenzuola d'Arda .
En la restauración del Templo central en 1997, se conservaron los volúmenes del edificio, transformando profundamente el interior, rediseñado por Piero Pinto y Giancarlo Alhadeff. Se abrieron nuevas ventanas en los dos lados principales y se levantó el techo en la parte central del matroneo. El contraste entre colores vivos, rojo y dorado, y colores claros, blanco y avellana, contribuye a un efecto de gran luminosidad. Pero quizás el elemento más característico de la renovación lo den los vitrales multicolores de las veinticuatro ventanas, obra del artista neoyorquino Roger Selden, que ofrecen un imaginativo collage de símbolos judíos -donde se incluyen la Estrella de David, el shofar, la menorá, el lulav-  y letras del alfabeto hebreo.

## Otros proyectos
- Wikimedia Commons contiene imágenes u otros archivos de la Sinagoga central de Milán